# Trepitia
Trepitia ist der Name einer bislang nicht lokalisierten römischen Siedlung, die lange in Alpen-Drüpt im Kreis Wesel verortet wurde. Des Weiteren gibt es – ebenfalls unbelegte – Hinweise, dass das ehemalige römische Gelduba (beim Krefelder Ortsteil Gellep-Stratum) in seiner Spätphase den Namen Trepitia getragen haben könnte.

## Lage
Der vermeintliche vicus wurde etwa einen halben Kilometer nordöstlich des Ortsteils Drüpt nahe dem ehemaligen Rittergut Drüptstein angenommen, das 1953 abgerissen wurde.

## Spekulationen um Drüpt
Der Ort Trepitia wird einzig beim Geographen von Ravenna erwähnt (um 700). Anlass zu den Spekulationen um Drüpt war, dass der Ortsname möglicherweise etymologisch auf das lateinische Trepitia zurückgeführt werden könnte.
Römerzeitliche Funde aus dem Umfeld von Drüpt waren bereits im 18. Jahrhundert bekannt. Franz Fiedler meinte 1854 den Fundplatz erstmals als das historisch überlieferte Trepitia identifizieren zu können. Der preußische Oberstleutnant Friedrich Wilhelm Schmidt (1786–1846) beschrieb römische Funde aus dem Umfeld von Drüpt, die bei einem Rheindurchbruch 1823 sowie beim Bau der heutigen Bundesstraße 57 zutage kamen. Nach Schmidt soll beim Straßenbau ein römischer Ziegelofen angeschnitten worden sein, der noch mehrere tausend Ziegel enthielt. Die Ziegel sollen mit dem Stempel LEG XXX versehen gewesen sein. Demnach hätte die Legio XXX Ulpia Victrix in Drüpt/Trepitia eine Legionsziegelbrennerei unterhalten.
In den 1950er Jahren bekannt gewordene frühmittelalterliche Funde aus der näheren Umgebung deuten auf eine Wiederaufsiedlung des Umlandes des vermuteten Trepitias ab dem 6. Jahrhundert hin.
Eine 2015 bei Ausgrabungen im Neubaugebiet Alpen-Ost gefundene Siedlung aus dem 1. Jahrhundert ließ die Diskussion um die Lokalisierung von Trepitia wieder aufleben. Wie die jüngsten Untersuchungen zeigten, handelte es sich bei der Fundstelle nicht um einen vicus, sondern um verschiedene Militärlager. Vermutlich ist das jüngste davon beim Fall der Rheingrenze im frühen 5. Jahrhundert untergegangen oder aufgegeben worden.
Ein Zusammenhang mit dem in der Kosmographie des Geographen von Ravenna erwähnten Trepitia wurde nach den jüngsten Untersuchungen (2013 bis 2015) in Alpen-Drüpt von den Archäologen jedoch zurückgewiesen, unter anderem weil Trepitia zwischen Asciburgium und Novaesium verzeichnet sei und es darüber hinaus keine konkreten Quellen zur Verortung von Trepitia gäbe.

## Spekulationen um Gelduba
Gelduba war ein römischer Garnisonsplatz am Niedergermanischen Limes, dessen Kastellphase für den Zeitraum von 71 n. Chr. bis ins 5. Jahrhundert belegt ist. Mit der unter Diokletian eingeleiteten spätrömischen Periode taucht der Name Gelduba etwa ab 294/295 nicht mehr in Dokumenten auf. Stattdessen gibt es in dem Itinerar des sogenannten Geographen von Ravenna (um 700) den Hinweis auf einen Ort Trepitia. Aus einem Heiligenverzeichnis des 7. Jahrhunderts wird eine Schreibung Tracia (umgedeutet in Tertia) Trepitia sive Gildoba erwähnt – Trepitia ehemals Gelduba. Möglicherweise – aber unbewiesen – der Hinweis auf eine (vorübergehende) Namensänderung nach einer Besatzung der „dritten Legion“, ähnlich wie sie in Xanten von Colonia Ulpia Traiana in Tricensimae stattgefunden hat.

## Denkmalschutz
Die Bereiche der Fundstellen in Drüpt und Gelduba sind nach dem Denkmalschutzgesetz geschützte Bodendenkmale. Nachforschungen und gezieltes Sammeln von Funden sind genehmigungspflichtig, mögliche Zufallsfunde an die Denkmalbehörden zu melden.